# عانة
عانة (به عربی: عانة ) یک منطقهٔ مسکونی در عراق است که در استان انبار واقع شده‌است.

## خصوصیات
عانة ۳۷٬۲۱۱ نفر جمعیت دارد و ۳۴ متر بالاتر از سطح دریا واقع شده‌است.

## پیشینه
زیر شهر قرقیسیا تنها شهر مهمی که در ایالت جزیره وجود داشته شهر باستانی عانه بوده است. عانه 《آناتو . Anatho》یونانی است. ابن سرابیون گوید فرات پیرامون عانه را گرفته و آن‌را به صورت جزیره‌ای ساخته است. اما ابن حوقل گوید عانه در وسط فرات است و خلیجی از فرات گرداگرد آن‌را فرا گرفته. یاقوت گوید قلعه‌ای مستحکم دارد مشرف به فرات. در سال ۴۶۰ که بساسیری دیلمی بغداد را متصرف گردید قائم بامرالله خلیفه عباسی به عانه گریخت و بساسیری در غیاب وی امر کرد خطبه به نام خلیفه فاطمی مصر بخوانند. حمدالله مستوفی گوید در قرن هشتم شهری بوده است نیکو دارای نخلستان و بندر آن معروف به بندر نعم که در ساحل فرات واقع بوده است. این شهر منزلگاه مهمی بوده است سر دو راهی که راه دست چپ آن بادیه را در نوردیده از رصافه و سپس رقه مستقیما عبور می‌کرد و راه دست راست در امتداد ساحل فرات پیش می‌رفت.